# Шоссейный проезд
Шоссе́йный прое́зд (до 24 сентября 2013 года — проекти́руемый прое́зд № 3610) — проезд в Юго-Восточном административном округе города Москвы на территории района Печатники.

## История
Проезд получил современное название 24 сентября 2013 года, до переименования назывался Проекти́руемый прое́зд № 3610.

## Расположение
Шоссейный проезд проходит от Шоссейной улицы на юго-запад, поворачивает на северо-запад и оканчивается, не доходя до 3-й Угрешской улицы. Нумерация домов начинается от северо-западного конца проезда.

## Транспорт

### Наземный транспорт
По Шоссейному проезду не проходят маршруты наземного общественного транспорта. У юго-восточного конца проезда, на Шоссейной улице, расположена остановка «Налоговая инспекция» автобусов 161, 193, 426, 438, 524, 703.

### Метро
- Станция метро «Кожуховская» Люблинско-Дмитровской линии — западнее проезда, на Южнопортовой улице.
- Станция метро «Текстильщики» Таганско-Краснопресненской линии и станция метро «Текстильщики» Третьего пересадочного контура (будут соединены переходом) — восточнее проезда, на пересечении Волгоградского проспекта и Люблинской улицы.

### Железнодорожный транспорт
- Платформа Текстильщики Курского направления Московской железной дороги (МЦД-2) — восточнее проезда, между Волгоградским проспектом, Люблинской и Шоссейной улицами.
- Станция Угрешкская Московского центрального кольца — севернее проезда, на 2-м Угрешском проезде.